# 佐世保市立春日小学校
佐世保市立春日小学校（させぼしりつ かすがしょうがっこう）は、長崎県佐世保市瀬戸越（せとごえ）三丁目にある公立小学校。

## 概要
児童数は552名（特別支援学級の20名を含む。2021年度）。1971年（昭和46年）現在地に移転するまで、校舎は佐世保市春日町18-9にあった。国道204号を隔てて春日神社の向かいにあたる。跡地には佐世保市北地区コミュニティセンターが建っている。
校章
桜の花弁を背景にして中央に校名の「春日」の文字（縦書き）を置いている。
校歌
1956年（昭和31年）に制定。作詞は中川龍一、作曲は市川都志春による。3番まである歌詞は親しみやすい口語文である。各番に校名の「春日小学校」が登場する。。

## 沿革
- 1898年（明治31年）- 佐世保村立の小学校として「佐世保尋常小学校[4]山ノ田分校」が開校した（尋常科4年）。
- 1901年（明治34年）- 佐世保尋常小学校から分離し「山ノ田尋常小学校」として独立した。
- 1902年（明治35年）4月1日 - 佐世保村[5]から佐世村が分立したため「佐世尋常小学校」に改称した。
- 1908年（明治41年）4月1日 - 高等科を併置の上、「佐世尋常高等小学校」に改称した（尋常科6年・高等科2年）。
  - この時、小学校令の改正により、義務教育年限（尋常科の修業年限）が4年から6年に延長された。
- 1927年（昭和2年）4月1日 - 佐世村が佐世保市に編入された[6]ことにより、佐世保市立の小学校となった。
- 1941年（昭和16年）4月1日 - 国民学校令の施行により、「佐世保市佐世国民学校」に改称した。尋常科を初等科に改めた（初等科6年・高等科2年）
- 1947年（昭和22年）4月1日 - 学制改革（六・三制の実施）が行われた。
  - 国民学校の初等科が改組され、「佐世保市立佐世小学校」となった。
  - 国民学校の高等科は新制中学校「佐世保市立大野中学校」・「佐世保市立清水中学校」に統合された。
- 1948年（昭和23年）4月1日 - 「佐世保市立春日小学校」（現校名）に改称した。
- 1956年（昭和31年）- 校旗・校歌を制定した。
- 1969年（昭和44年）- 通学区域がかわった。泉福寺一組・二組・三組の2〜5年生、210名が大野小学校から春日小学校へ移った[7]。
- 1969年（昭和44年）- 現在地に鉄筋コンクリート造3階建ての新校舎（第一期工事）が完成した。
- 1971年（昭和46年）- 現在地に移転を完了した。 通学区域がかわった。瀬戸越町の170名が大野小学校から春日小学校へ移った[7]。
- 1981年（昭和56年）- あすなろ学級を開設した。
- 2001年（平成13年）- 創立100周年を記念して「春日の森」植樹祭を挙行した。

## 教育方針
確かな学力と豊かな心をもち、たくましく生きぬく児童の育成
”夢と希望を持ち、よく学ぶ春日の子”

## 学校行事
行事案内

## 通学区域
・佐世保市
横尾町(よこおちょう、一部を除く)、春日町（かすがちょう）、 桜木町（さくらぎちょう）、 赤木町（あかぎちょう）、 瀬戸越（せとごえ）一丁目、瀬戸越二丁目、瀬戸越三丁目、瀬戸越四丁目、瀬戸越町（せとごえちょう）

## 進学先中学校
佐世保市立大野中学校
佐世保市立清水中学校

## 交通
最寄りの鉄道駅
- 松浦鉄道（MR）西九州線 「泉福寺駅」

最寄りのバス停
- 西肥バス（させぼバスも含む）「瀬戸越」「桜木町」バス停

最寄りの幹線道路
- 国道204号
- 国道498号

## 周辺の主な施設
- 長崎県立佐世保工業高等学校
- 西海学園高等学校
- 菊の香幼稚園
- 山の田水源池
- 泉福寺洞窟
- 眼鏡岩